# Bút hiệu của Hồ Chí Minh
Hồ Chí Minh (1890-1969) là Chủ tịch nước Việt Nam Dân chủ Cộng hòa, ngoài ra, ông còn giữ nhiều chức vụ quan trọng khác. Trong thời kì còn chu du hoạt động ở nước ngoài, Hồ Chí Minh có rất nhiều bút danh, bí danh và tên gọi khi viết báo. Trong suốt cuộc đời hoạt động chính trị của mình, ông còn có rất nhiều tên gọi, bí danh và các bút danh khác nhau, mà theo một số tư liệu có thể lên đến 175 tên gọi.
Bài viết có này chứa tất cả (có thể thiếu hoặc sai tên) các tên gọi, bí danh và bút danh của Hồ Chí Minh được sử dụng trong quá trình biên tập viết báo và các hoạt động liên quan khác.

## Danh sách bút hiệu
Theo Tư liệu Văn kiện Đảng Cộng sản Việt Nam, Hồ Chí Minh có tổng cộng 175 tên và bút danh khác nhau trong suốt cuộc đời hoạt động cách mạng của ông. Có những tên gọi trở nên phổ biến, được nhiều người biết đến và gắn liền với các sự kiện quan trọng trong cuộc đời ông, như Nguyễn Ái Quốc dùng hầu hết thời kì ở Pháp khi viết báo; nhưng cũng có những tên gọi chỉ được sử dụng một lần duy nhất và rất ít người biết đến. Thế nhưng, tên gọi Hồ Chí Minh trở thành tên gọi chính thức của ông với cương vị Chủ tịch nước Việt Nam Dân chủ Cộng hòa.

### Bút hiệu thường dùng
- Hồ Chí Minh: Từ 13 tháng 8 năm 1942 đến 2 tháng 9 năm 1969.
  - Toi là Vân: Dùng tại 3 tài liệu viết từ tháng 7 năm 1945 đến tháng 8 năm 1945.
  - H.C.M.: Dùng tại 8 tài liệu viết từ tháng 3 năm 1946 đến tháng 12 năm 1966.
- Nguyễn Ái Quốc: Từ năm 1919 đến tháng 8 năm 1945.
  - N.A.Q.: Dùng tại 8 tài liệu viết từ tháng 6 năm 1922 đến tháng 9 năm 1930.
  - N. ÁI QUỐC: Dùng 1 lần ngày 16 tháng 12 năm 1927.
  - NG.A.Q: Dùng 1 lần ngày 1 tháng 8 năm 1922.
  - NGUYỄN.Ái.Quốc: Dùng tại 2 tài liệu ngày 14 tháng 10 năm 1921 và ngày 1 tháng 8 năm 1922.
  - Nguyễn Ái Dân: dùng trong bức thư gửi cán bộ ngành Y tế đăng trên Báo Nhân Dân nhân kỉ niệm Ngày Thầy thuốc Việt Nam 27/02/1955.

### Bút hiệu thân mật
- Bác: Tên gọi "Bác" xuất hiện từ dịp họp hội nghị Trung ương lần thứ 8, tháng 5 năm 1941 ở Pắc Bó, Hà Quảng, Cao Bằng.
- Bác Hồ: Dùng tại 119 tài liệu viết từ 27 tháng 10 năm 1946 đến 21 tháng 7 năm 1969.
- Chú Nguyễn: Dùng 1 lần tháng 3 năm 1923.

### Bút hiệu khác
(xếp hạng thứ tự theo bảng chữ cái)
- Thùy Vân : Dùng trên Báo Điện Tín Thuộc Địa năm 1920.[1]
- A.G.: Dùng tại 7 tài liệu viết từ tháng 6 năm 1947 đến tháng 1 năm 1950
- A.P.: Dùng 1 lần trong bài "Văn minh Pháp ở Đông Dương" - tạp chí Inpekorr.Tiếng Đức. số 17. 1927.
- Bình Sơn: Dùng tại 10 tài liệu viết từ tháng 11 năm 1940 đến tháng 12 năm 1940.
- C.B.: Dùng tại 147 tài liệu viết từ tháng 3 năm 1951 đến tháng 3 tháng 1957 (trên báo Nhân dân)
- Chen Vang: Dùng năm 1923.[1]
- C.K.: Dùng tại 9 tài liệu viết từ tháng 1 năm 1960 đến tháng 3 năm 1960.
- Chiến Thắng: Dùng tại 8 tài liệu viết từ tháng 9 năm 1945 đến tháng 10 năm 1945.
- Chiến Sĩ: Dùng tại 128 tài liệu viết từ tháng 3 năm 1945 đến tháng 7 năm 1969.
- Cuồng Điệt Tất Thành, C.Đ. Tất Thành: Dùng 1 lần năm 1914.[2]
- Din: Dùng tại 3 tài liệu viết từ tháng 1 năm 1952 đến tháng 7 năm 1953.
- Đ.X.: Dùng tại 51 tài liệu viết từ tháng 6 năm 1951 đến tháng 7 năm 1954, (trong chuyên mục "Thường thức chính trị" trên báo Cứu quốc)
- H.B: Dùng một lần tại bài "Có phê bình phải có tự phê bình" - Báo Nhân dân số 488 ngày 4 tháng 7 năm 1955.
- Henri Tren: Ghi trong thẻ đảng viên Đảng Cộng sản Pháp năm 1922.[1]
- HOWANG T.S.: Dùng 1 lần tại Báo cáo trong Đại hội công nhân và nông dân ngày 2 tháng 5 năm 1925 tại Quảng Châu (Trung Quốc).
- Hồ:Dùng tại 7 tài liệu từ tháng 5 năm 1945 đến tháng 2 năm 1947.
- H.T.: Dùng 1 lần tại bài "Bà Trưng Trắc" đăng trên báo Thanh Niên, số 72 ngày 12 tháng 12 năm 1926.
- La Lập: Dùng 1 lần tại báo Nhân dân số 4530 ngày 1 tháng 9 năm 1966.
- Lê Ba: Dùng 1 lần tại bài "Trả lời ông Menxphin thượng nghị sĩ Mỹ" ngày 20 tháng 4 năm 1966 (báo Nhân dân số 4407).
- Lê Nhân: Dùng 1 lần tại bài "Thất bại và thành công" - báo Nhân dân số 117 ngày 19 tháng 8 năm 1949.
- Lin: Dùng tại 5 tài liệu viết từ tháng 1 năm 1935 đến tháng 9 năm 1939.
- L.T.: Dùng tại 4 tài liệu viết từ tháng 4 năm 1925 đến tháng 5 năm 1954.
- Lý An Nam: Dùng thay thế với tên Lý Thụy.
- Lý Mỗ: Xuất hiện trong bài báo trên Báo Công Nhân Chi Lộ Đặc Hiệu, số 20, ra ngày 14 tháng 7 năm 1925.
- Lý Thụy: Dùng tại 2 tài liệu từ ngày 18 tháng 12 năm 1924 đến ngày 6 tháng 1 năm 1926. Cũng dùng khi làm phiên dịch cho phái đoàn cố vấn của chính phủ Liên Xô do Mikhail Markovich Borodin làm trưởng đoàn năm 1924.
- Mai Hữu Phúc: Dùng 1 lần.
- N.: Dùng tại 5 tài liệu từ tháng 2 năm 1922 đến tháng 1 năm 1924.
- N.A.K.: Dùng 2 lần trong: "Thư gửi Quốc tế nông dân" ngày 3 tháng 2 năm 1928 và thư báo cáo "Cuộc đình công lớn của công nhân dầu lửa" gửi Quốc tế Cộng sản ngày 6 tháng 3 năm 1931.[3]
- N.K.: Dùng một lần tại bài "Sự thống trị của đế quốc Pháp tại Đông Dương"-Tạp chí Inprekorr. bản tiếng Pháp. ngày 15 tháng 10 năm 1927.
- Nguyễn: Dùng tại 2 tài liệu từ tháng 4 năm 1924 đến tháng 8 năm 1928.
- Nguyễn Du Kích: Dùng một lần khi dịch cuốn "Tỉnh ủy bí mật" (tác giả: A. F. Phedorov) từ tiếng Nga sang tiếng Việt vào đầu năm 1950 [4]
- Nói Thật:
- Nilốxki: Dùng tại 6 tài liệu từ tháng 10 năm 1925 đến tháng 3 năm 1926.
- Ông Lu: Dùng 1 lần ngày 12 tháng 11 năm 1924.[5]
- P.C.Lin: Dùng tại 8 tài liệu từ tháng 12 năm 1938 đến tháng 7 năm 1939.
- Pôn: Dùng 1 lần ngày 27 tháng 2 năm 1930.
- Q.T.: Dùng tại 10 tài liệu từ tháng 11 năm 1945 đến tháng 12 năm 1946.
- Q.TH.: Dùng tại 14 tài liệu từ tháng 12 năm 1945 đến tháng 10 năm 1946.
- Tất Thành: Dùng 4 lần năm 1914.[2]
- T.L.: Dùng tại 80 tài liệu từ tháng 4 năm 1950 đến tháng 6 năm 1969.
- T.Lan: Dùng 1 lần viết cuốn Vừa đi đường vừa kể chuyện[6][7]
- Tân Sinh: Dùng 1 lần tháng 1 năm 1948
- Tân Trào:
- Thanh Lan:
- Thu Giang:
- Trần Lực: Dùng tại 25 tài liệu từ tháng 3 năm 1949 đến tháng 1 năm 1961.
- Trần Thắng Lợi: Dùng 1 lần ngày 18 tháng 1 năm 1949.
- V.: Dùng tại 2 tài liệu đều trong tháng 2 năm 1931.
- V.K.: Dùng 1 lần trong bài "Kiều bào ta ở Thái Lan luôn hướng về Tổ Quốc" ngày 3 tháng 1 năm 1960.
- VICHTO: Dùng tại 5 tài liệu từ tháng 9 năm 1930 đến tháng 4 năm 1935.
- Vương: Dùng năm 1925, khi làm giảng viên huấn luyện chính trị tại Quảng Châu và khi liên lạc với Nguyễn Lương Bằng.
- WANG: Dùng tại 6 tài liệu từ tháng 9 năm 1927 đến tháng 6 năm 1928.
- X. và XX.: Dùng tại 7 tài liệu từ tháng 12 năm 1926 đến tháng 3 năm 1927.
- X.Y.Z.: Dùng tại 10 tài liệu từ tháng 10 năm 1947 đến tháng 9 năm 1950.

### Bút hiệu chưa thể khẳng định
- CULIXE: Dùng 1 lần ngày 13 tháng 2 năm 1922 (bản gốc tài liệu tiếng Pháp đề: "CULIXE - Nguyễn Ái Quốc dịch")
- Lê Thanh Long
- LOO SHING YAN: Dùng 1 lần ngày 12 tháng 11 năm 1924 (bản gốc tài liệu đánh máy bằng tiếng Pháp đề: "LOO SHING YAN - Nữ đảng viên Quốc dân Đảng")[8]
- Trầm Lam:
- Trần Dân Tiên: Một số quan điểm cho rằng đây là bút hiệu của Hồ Chí Minh, nhưng cũng có những quan điểm phản đối.[9].
- Henry Vuu
- T.Lan: Dùng 1 lần để viết tác phẩm "Vừa đi đường vừa kể chuyện".
- Tuyết Lan:
- Việt Hồng:

### Biệt danh và bí danh khác
Chỉ dùng để hoạt động bí mật, không dùng để viết sách báo.
- Hồ Quang: 1939-1940, dùng tại Côn Minh và Quế Lâm, Trung Quốc.
- Line: 1938, dùng tại Diên An, Trung Quốc.
- Paul Tất Thành: 1912.
- Thầu Chín: 1928-1929, dùng tại Thái Lan.
- Tống Văn Sơ (Sung Man Cho): 1930-1933, dùng khi bị bắt giam tại nhà tù Victoria, Hong Kong trong Vụ án Tống Văn Sơ.[10][11]
- Văn Ba (đầy đủ: Nguyễn Văn Ba): tên này được sử dụng trong suốt thời gian ông làm phụ bếp trên tàu Đô đốc Latouche Teverille, từ ngày 5/6/1911. Trong sổ lương của tàu có tên Văn Ba[5].

## Bút hiệu Nguyễn Ái Quốc
Nguyễn Ái Quốc là danh hiệu được dùng ký đại diện cho Hội những người An Nam yêu nước (Association des Patriotes Annamites) trong bản Yêu sách của nhân dân An Nam (Revendications du peuple annamite). Văn bản này được gửi tới Hội nghị Versailles vào năm 1919 nhân khi các cường quốc đang nhóm họp. Nguyễn Ái Quốc cũng là cái tên mới mà Nguyễn Tất Thành (Hồ Chí Minh) tự gọi mình, ít nhất kể từ 18 tháng 6 năm 1919, và sẽ sử dụng trong suốt 23 năm sau đó.
Nhận định của sử gia Việt Nam
Về tác giả và bút hiệu Nguyễn Ái Quốc của bản yêu sách trên, nhà sử học Dương Trung Quốc viết đó là: "một nhóm các nhà ái quốc Việt Nam sống ở Pháp, được gọi là nhóm Ngũ Long đứng đầu là cụ Phan Châu Trinh và trẻ tuổi là Nguyễn Tất Thành cùng viết một văn bản gửi Hoà hội Versailles đưa ra 'Những yêu sách của người An Nam' và được ký bằng cái tên chung là "Nguyễn Ái Quốc"".
Nhận định của sử gia ngoại quốc
Daniel Hémery cũng cho rằng "Nguyễn Ái Quốc" là bút hiệu chung của nhóm bốn người hoạt động tranh đấu cho dân quyền Việt Nam tại Pháp vào đầu thế kỷ 20, đó là Phan Châu Trinh, Phan Văn Trường, Nguyễn Thế Truyền và Nguyễn Tất Thành. Theo Sophie Quinn-Judge, căn cứ trên bản tiếng Pháp của yêu sách Revendications du peuple annamite (Thỉnh nguyện thư của dân tộc An Nam) được đăng trên báo L'Humanité (Nhân đạo) ngày 18 tháng 6 năm 1919 thì luật sư Phan Văn Trường là người soạn.. Vì ba ông Phan Châu Trinh, Phan Văn Trường, Nguyễn Thế Truyền đã sinh hoạt tại Pháp khá lâu nên cả ba bị mật thám Pháp theo dõi chặt chẽ nên không dám lộ diện. Riêng Nguyễn Tất Thành vì là người mới tới (từ Anh sang Pháp năm 1919) nên nhà chức trách ít cản trở hơn cả, lại được giao nhiệm vụ liên lạc với giới báo chí nên danh hiệu "Nguyễn Ái Quốc" sau này gắn liền với Nguyễn Tất Thành.
Nguyễn Tất Thành là người đã đưa tận tay bản kiến nghị cho các thành viên chủ yếu của nghị viện và tổng thống Pháp, cũng như trao bản kiến nghị cho các đoàn đại biểu Đồng minh và sau đó tự gọi mình là Nguyễn Ái Quốc. Theo William Duiker, nhà cầm quyền Pháp lần đầu biết đến cái tên "Nguyễn Ái Quốc" là ở bản yêu sách này. Tổng thống Pháp đã yêu cầu Toàn quyền Đông Dương Albert Sarraut xác định danh tính của người có tên Nguyễn Ái Quốc. Đến tháng 8 năm 1919, cùng bản yêu sách, cái tên Nguyễn Ái Quốc đã được lan truyền rộng rãi ở miền Bắc Việt Nam. Tháng 9 năm 1919, trong một cuộc phỏng vấn bởi phóng viên Mỹ của một tờ báo tiếng Hoa ở Paris, Nguyễn Tất Thành công khai nhận mình là Nguyễn Ái Quốc tuy vẫn giấu tên thật. Theo báo cáo năm 1920 của Pierre Guesde cho Bộ thuộc địa, mật thám Pháp đã nhận dạng chính xác Nguyễn Ái Quốc là Nguyễn Tất Thành. Từ đó, cái tên Nguyễn Ái Quốc đã được Nguyễn Tất Thành sử dụng trong suốt 30 năm sau đó.